# María de Montferrato
María de Montferrato (1192-1212) fue la hija de Conrado de Montferrato e Isabel de Jerusalén. Su padre fue asesinado el 28 de abril de 1192 en la ciudad de Tiro por los hashshashín. Su madre se casó con Enrique II de Champaña el 5 de mayo, cuando estaba ya notablemente embarazada de su marido anterior (algo comentado por la Antigua Continuación del francés Guillermo de Tiro e Imad ad-Din al-Isfahani). María nació como hija póstuma en 1192.
Tras la muerte de su madre en 1205, María se convirtió en la reina de Jerusalén cuando tenía trece años. El medio hermano de su madre, Juan de Ibelín, señor de Beirut, actuó como regente de María.
El 14 de septiembre de 1210, María se casó con Juan de Brienne (c. 1150-1237) en Acre, en un matrimonio concertado. Su hija, Yolanda de Jerusalén (también conocida como Isabela), nació en 1212, pero la madre murió poco después, probablemente de infección puerperal. Juan se convirtió en regente de su hija Yolanda, ahora reina de Jerusalén.
La línea de María terminó en 1268, cuando su bisnieto Conradino III de Jerusalén fue ejecutado en la Italia meridional. Después de eso, su media hermana más próxima (Alicia de Champaña) se convirtió en descendiente heredera de la reina Isabel de Jerusalén.